# 全国共识力量
全国共识力量（阿拉伯语：‎）是苏丹的一个政党联盟。该联盟成立于2010年4月。该联盟的主席是法鲁克·阿布·伊萨。该联盟的总部位于喀土穆。该联盟反对全国大会党对苏丹的长期统治。

## 成员党
主要政党：
- 人民大会党
- 全国乌玛党
- 苏丹共产党

其他政党：
- 纳赛尔主义民主统一分子党
- 统一民主统一分子党
- 新力量民主运动
- 苏丹复兴党
- 阿拉伯复兴社会党—苏丹地区
- 苏丹大会党